# Robert Lawrence Stine
Robert Lawrence Stine (Columbus, Ohio, 8 de octubre de 1943) es un escritor estadounidense de novelas de terror para jóvenes.
Es el autor de la colección Goosebumps (llamada Pesadillas en España y Escalofríos en Hispanoamérica). La mayoría de sus libros tienen como protagonista a un niño o adolescente.

## Biografía
Robert Lawrence Stine nació el 8 de octubre en el año 1943 en Estados Unidos, se graduó de la Universidad Estatal de Ohio en 1968. Luego se mudó a Nevada, comenzó a trabajar como escritor de libros humorísticos para niños y adolescentes.
Se casó con Jane Waldhorn en 1969, con quien tuvo a su único hijo, Matthew Stine, en 1980.
En 1986, Stine comenzó a escribir novelas de terror. Su primera novela de este género fue Cita a ciegas. Continuó durante varios años escribiendo novelas de terror y suspense, entre las cuales destacan Casa de playa, Golpea y corre, La novia, La calle del terror, La maldición de la momia, Unas chicas peligrosas, Gritos en el campo de juego y La niña y el monstruo, la mayoría publicadas en la serie Goosebumps, la cual logró vender cerca de 300 millones de libros en todo el mundo.[cita requerida]
Actualmente, Stine vive en Manhattan (Nueva York), junto con su familia. Ha publicado una autobiografía, titulada ¡Vino de Ohio! Mi vida como escritor.
Stine ha vendido cerca de 400 millones de copias de sus libros, y es considerado como el "Stephen King de la literatura infantil".
En 2015 se estrenó la película Goosebumps, en la cual Jack Black interpreta a R.L. Stine, al igual en la secuela de 2018.

## Series basadas en sus obras
- Eureeka's Castle (1989-1995)
- Goosebumps (1995-1998)
- The Nightmare Room (2001-2002)
- The Haunting Hour: The Series (2010-2014)
- Eye Candy (2015)
- Just Beyond (2021)
- Goosebumps (2023-)

## Películas basadas en sus obras
- When Good Ghouls Go Bad (2001)
- Haunted Lighthouse (cortometraje) (2003)
- The Haunting Hour: Don't Think About It (2007)
- Mostly Ghostly: Who Let the Ghosts Out? (2008)
- Mostly Ghostly 2: Have You Met My Ghoulfriend? (2014)
- Monsterville: Cabinet of Souls (2015)
- Goosebumps (2015)
- Mostly Ghostly 3: One Night in Doom House (2016)
- Goosebumps 2: Haunted Halloween (2018)

### Trilogía deLa calle del terror
- La calle del terror (Parte 1): 1994 (2021)
- La calle del terror (Parte 2): 1978 (2021)
- La calle del terror (Parte 3): 1666 (2021)